# Thomas S. Barthel
Thomas Sylvester Barthel (Berlín, 4 de enero de 1923 – Tubinga, 3 de abril de 1997) fue un etnólogo, mayista y epigrafista alemán conocido principalmente por su catálogo del lenguaje rongo rongo de la isla de Pascua.

## Datos biográficos
Barthel creció en Berlín y se graduó de la escuela secundaria en 1940. Durante la Segunda Guerra Mundial trabajó como criptógrafo para la Wehrmacht (fuerzas armadas alemanas). Después de la guerra estudió folklor, geografía y prehistoria en Berlín, Hamburgo, y Leipzig. Obtuvo el grado de doctor en Hamburgo en 1952 con una tesis sobre escritura maya. De 1953-1956 estuvo asociado con la Deutsche Forschungsgemeinschaft (Fundación de investigación alemana) y también fue investigador del Instituto de estudios de la Isla de Pascua para la Universidad de Chile.
De 1957-58 participó junto a Ruperto Vargas Díaz en La Expedición Germano-Chilena a La Isla de Pascua. 
https://islandheritage.org/wp-content/uploads/2010/06/RNJ_24_1_Fischer.pdf
https://islandheritage.org/wp-content/uploads/2010/06/RNJ_24_2_Fischer.pdf

## Escritura Rongo rongo
Con el propósito de documentar apropiadamente la escritura Rongo rongo, Barthel visitó todos los museos que exhibían las tabletas con las inscripciones, de las cuales realizó calcas a lápiz. Con esta información integró la primera parte de su obra en 1958, que tituló: Grundlagen zur Entzifferung der Osterinselschrift. Fue el primer estudioso en identificar algún significado de los textos: dos líneas de la tableta llamada Mamari están referidas a información calendárica.
En 1959 Barthel fue nombrado auxiliar de profesor de etnología en la Universidad de Tübingen, y de 1964-1988 fue profesor titular de la materia. Empezó investigando el folklor americano.
Legó su trabajo sobre el Rongo rongo al Centre d'Études de l'Îles de Pâques et de la Polynésie, instituto que ha verificado y ampliado su trabajo.

## Escritura maya
Barthel también dedicó esfuerzos para el desciframiento de la escritura maya mesoamericana. Fue uno de los primeros en analizar a profundidad los jeroglíficos mayas, en términos de las asociaciones políticas y jerárquicas que de ellos se desprenden. Hizo una propuesta de identificación de los cuatro más importantes glifos-emblema, que después fue retomada y ampliada por Joyce Marcus. En ella se planteaba la partición del periodo clásico maya en cuatro grandes capitales (ciudades-estado) con su jerarquía de régules asociados. Estos conceptos fueron muy importantes para los investigadores de la cultura maya en esa época (a mediados del siglo XX).
Junto con Eric S. Thompson, Barthel fue un crítico del enfoque fonético en el desciframiento de la escritura maya, enfoque desarrollado por el epigrafista ruso Yuri Knorosov, que a la postre resultó más aceptable y demostró su validez ante la comunidad científica. Tanto Thompson como Barthel llegaron a decir, equivocadamente, que los glifos mayas no representaban un verdadero sistema de escritura. Durante el Congreso Internacional de Americanistas realizado en Copenhague en 1956, al que asistieron tanto Knorosov como Barthel, este último contribuyó a que se descartara momentáneamente la noción fonética que exponía su colega ruso, aunque más tarde, hacia 1970, Knorosov probó científicamente que su enfoque era esencialmente correcto. Barthel y Knorozov mantendrían sus puntos de vista divergentes e irreconciliables, como también lo haría el epigrafista ruso con Thompson, hasta el final de sus respectivas carreras.

## Obra publicada
- (en alemán) 1958. Grundlagen zur Entzifferung der Osterinselschrift. Hamburg : Cram, de Gruyter
- (en inglés) 1958. "The 'Talking Boards' of Easter Island." Scientific American, 198:61-68
- (en inglés) 1971. Pre-contact Writing in Oceania. In: Current Trends in Linguistics 8:1165-1186. Den Haag, Paris: Mouton
- (en inglés) 1978. The Eighth Land: The Polynesian Discovery & Settlement of Easter Island. Honolulu: the University Press of Hawaii
- (en alemán) 1990. "Wege durch die Nacht (Rongorongo-Studien auf dem Santiagostab)", in Esen-Baur, Heide-Margaret (ed.), State and Perspectives of Scientific Research in Easter Island Culture. Courier Forschungsinstitute Senckeberg 125. Frankfurt am Mein: Senckenbergische Naturforschende Gesellschaft, 73-112. ISBN 3-510-61140-3